# Augustin Pierre Joseph Alleaume
Augustin Pierre Joseph Alleaume est un homme politique français né en 1744 à Paris et décédé le 25 août 1794 à Paris.
Notaire rue Croix des petits champs à Paris, il est élu suppléant à l'assemblée législative, et appelé à siéger comme député de la Seine le 9 février 1792.

## Sources
- « Augustin Pierre Joseph Alleaume », dans Adolphe Robert et Gaston Cougny, Dictionnaire des parlementaires français, Edgar Bourloton, 1889-1891 [détail de l’édition]